# خفر السواحل الفيدرالي الألماني
خفر السواحل الفيدرالي الألماني ( (بالألمانية: Küstenwache des Bundes)‏ هي منظمة مدنية لإنفاذ القانون وتتمثل مهمتها الرئيسية في حماية الحدود وحماية البيئة البحرية وسلامة الشحن وحماية مصايد الأسماك وإنفاذ الجمارك. Küstenwache هي جمعية تضم العديد من الوكالات الفيدرالية، وليست كيانًا واحدًا مثل خفر سواحل الولايات المتحدة . 
لدى الوكالات التي تشكل Küstenwache خطة عمل مشتركة وتوجه عملياتها من مركزين لخفر السواحل (الألمانية: Küstenwachzentren ) ،نويشتات إن هولشتاين) لبحر البلطيق و كوكسهافن لبحر الشمال. 

## الهيكل والمسؤوليات

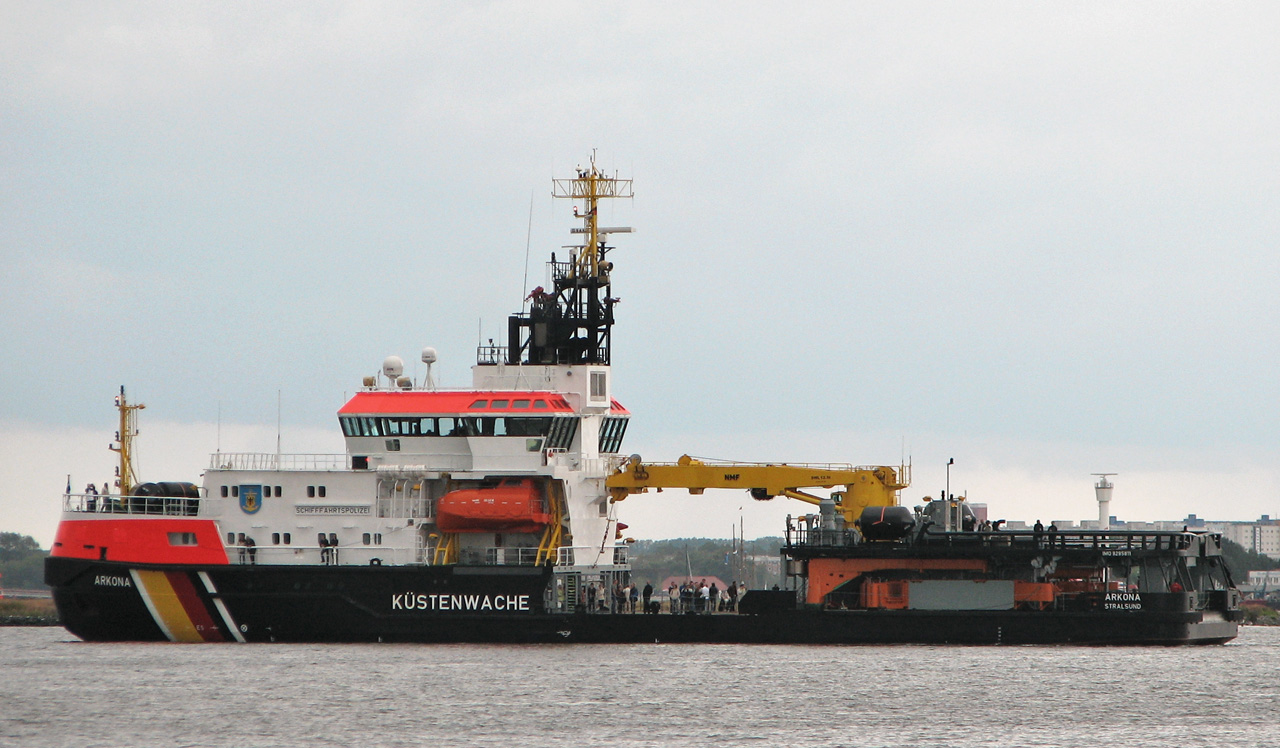
السفينة أركونا متعددة الاستخدامات

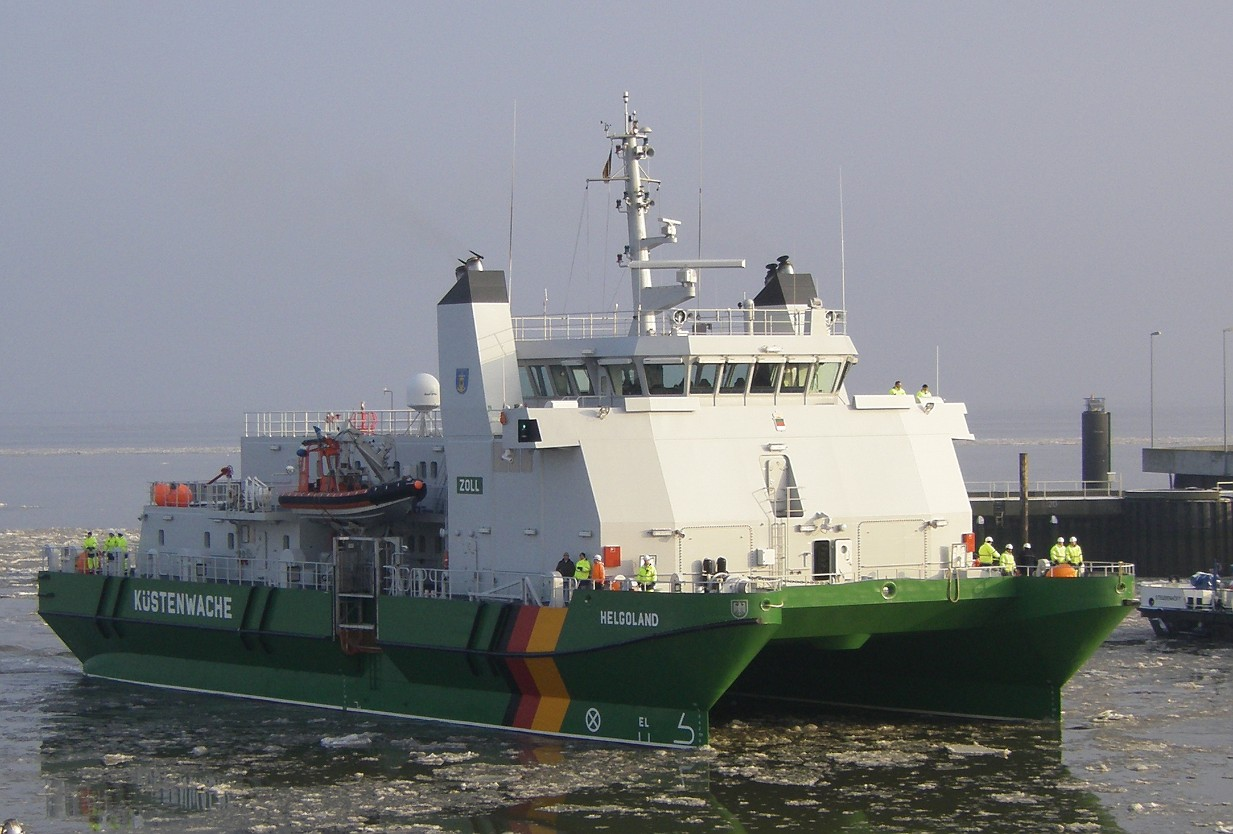
سفينة الجمارك (Zollkreuzer) هيلغولاند (سواتش -Vessel)

الوحدات والأفراد المشكلون لهذه الوكالات الفيدرالية يشكلون خفر السواحل: 
- الشرطة الاتحادية (الشرطة الفيدرالية)، وزارة الداخلية
- الممرات المائية ومكاتب الشحن والإدارة الفيدرالية للمجاري المائية والشحن (WSV) والوزارة الاتحادية للنقل والتشييد والتنمية الحضرية
- Kontrolleinheit See (مصلحة الجمارك البحرية)، إدارة الجمارك الفيدرالية وزارة المالية الاتحادية
- الوكالة الفيدرالية للزراعة والتغذية (BLE)، الوزارة الاتحادية للأغذية والزراعة

## أفراد خفر السواحل
تشمل الموظفين الذين يعملون في Küstenwache كل من ضباط الشرطة (في حالة الشرطة الاتحادية وWasserzoll) والمدنيين من الممرات المائية ومكتب الشحن والوكالات الأخرى. لا يتمتع أفراد Küstenwache بوضع المقاتل لأنها ليست وحدة عسكرية مثل حرس السواحل الآخرين. على النقيض من ذلك، فإن خفر السواحل في الولايات المتحدة هي خدمة عسكرية ومنظمة لإنفاذ القانون على حد سواء، ولضباطها صلاحيات شرطية وعسكرية. ومع ذلك، يحتفظ ضباط الشرطة العاملون في Küstenwache بسلطات الشرطة المعتادة مع مراعاة الطبيعة البحرية لعملهم. 

## السفن وغيرها من السفن

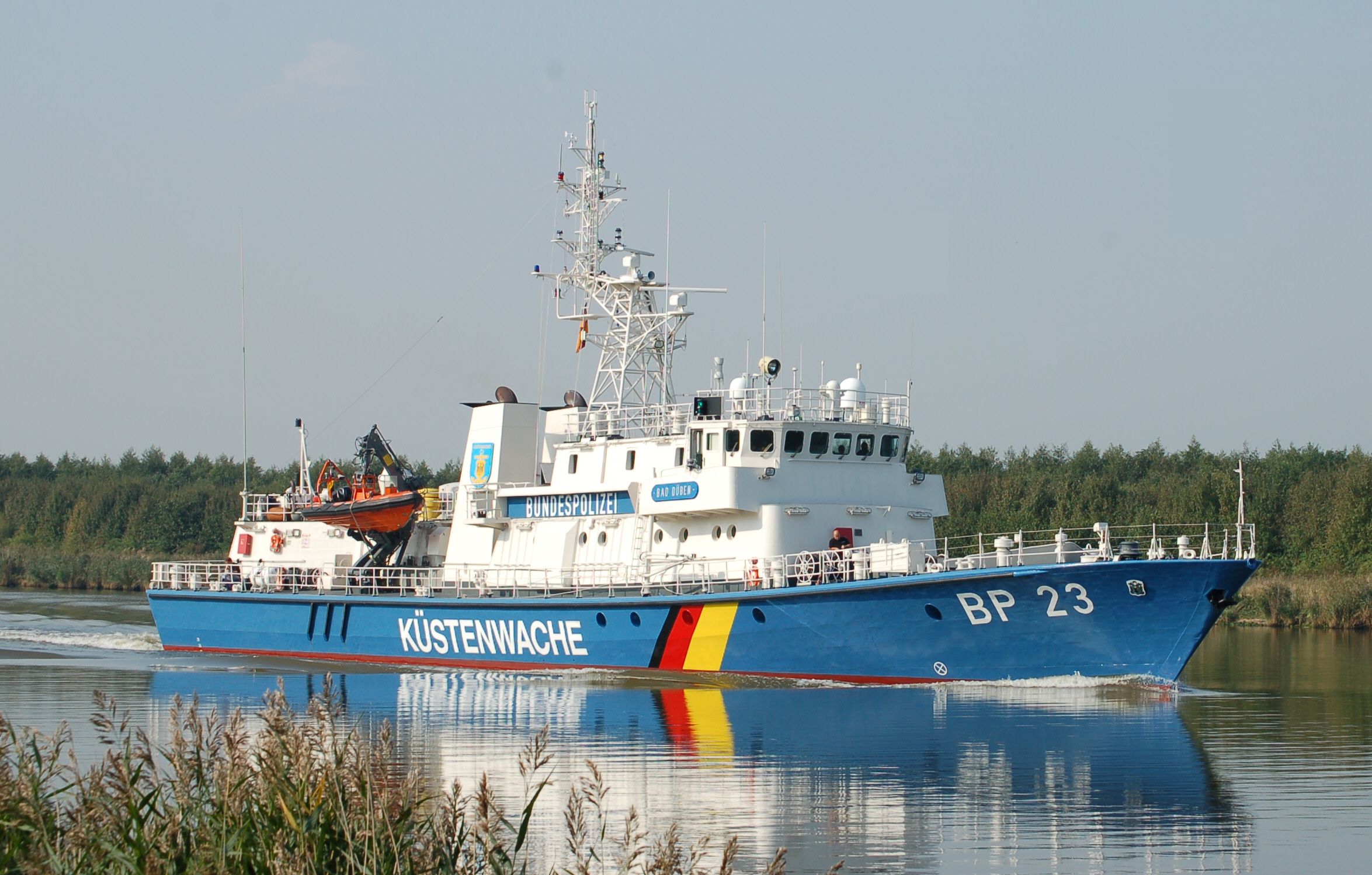
الشرطة الفيدرالية الألمانية BP23 Bad Düben

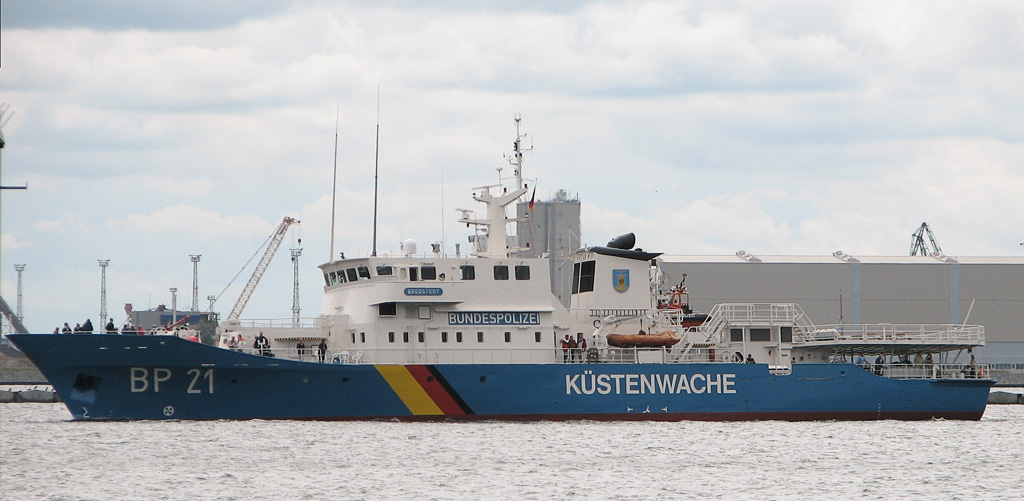
الشرطة الفيدرالية الألمانية BP21 Bredstedt

هناك 27 سفينة وقارب في المؤسسات المذكورة أعلاه قيد التشغيل ( Bundespolizei: ست سفن؛ Wasserzoll: ثمانية قاطعات جمركية وأربعة طرادات جمركية؛ WSV: ثلاث سفن متعددة الأغراض؛ بليه: قاربتان لحماية المصايد وثلاث سفن للبحث عن مصايد الأسماك) . 
يتم وضع علامة على جميع السفن مع الأسطورة "Küstenwache" وكذلك علامة سوداء حمراء-ذهبية على بدن وغطاء سلاح خفر السواحل. ومع ذلك، يختلف لون البدن من وكالة إلى وكالة: الأزرق بالنسبة لـ Bundespolizei، والأخضر لـ Zoll والأسود لـ WSV و BLE. 
وهناك عدد من طائرات الهليكوبتر والطائرات قيد الاستخدام كذلك. 
بعض السفن: 
- BP17 بايرويت
- BP21 بريدستدت
- BP22 Neustrelitz
- مرض التصلب العصبي المتعدد هيدينسي
- MS بريوال
- مرض التصلب العصبي المتعدد Kalkgrund
- FSB Seeadler
- هامبورغ
- SUBS Mellum

## روابط خارجية
رابط لذراع خفر السواحل للشرطة الاتحادية الألمانية ، باللغة الألمانية